# Fukuroi
Fukuroi  (袋井市 Fukuroi-shi?) es una ciudad de la Prefectura de Shizuoka, Japón. Su área es de 108 km² y su población total es de 84 932 (2012).